# Cambaridae
I Cambaridae sono una famiglia di Crostacei istituita da Horton H. Hobbs, Jr. nel 1942. È una famiglia che comprende solo gamberi d'acqua dolce nordamericani.
Comprende dodici generi esistenti e uno fossile:
- Barbicambarus
- Bouchardina
- Cambarellus
- Cambaroides
- Cambarus
- Distocambarus
- Fallicambarus
- Faxonella
- Hobbseus
- Orconectes
- Palaeocambarus †
- Procambarus
- Troglocambarus